# کویاما شوتارو
کویاما شوتارو (به ژاپنی: 小山 正太郎 Koyama Shōtarō)؛ ۱۵ فوریهٔ ۱۸۵۷ – ۷ ژانویهٔ ۱۹۱۶) نقاش اهل ناگائوکا، نیگاتا ژاپن بود. او یکی از اولین کسانی بود که در سبک یوگا کار کرد.